# Lucas Haren
Lucas Janus Ravn-Haren (født 13. oktober 1997) er en dansk fodboldspiller, der spiller for Kongsvinger IL.
Han er søn af tidligere Lyngby Boldklub- og F.C. København-spiller Piotr Haren og barnebarn af Janusz Andrzej Haren, som blandt andet spillede for Widzew Lodz og B.93 samt Polens fodboldlandshold.

## Karriere
Haren spillede i FC Nordsjællands ungdomsafdeling i tre år.
Haren skiftede i sommeren 2016 fra FC Nordsjælland til Hellerup IK i et ønske om at spille seniorfodbold, som kun i et begrænset omfang var muligt i FC Nordsjælland. Han skrev under på en etårig kontrakt.

### Randers FC
Hellerup IK spillede pokalkamp mod Randers FC den 11. oktober, hvor Haren gjorde sig positivt bemærket, og en måneds tid senere var han til prøvetræning i Randers FC. Dette resulterede i, at han den 8. december 2016 skiftede til klubben, hvor han skrev under på en toårig kontrakt.
Haren fik sin debut for Randers FC den 15. marts 2017. Han startede på bænken, men erstattede Marvin Pourié i det 89. minut i en 1-0-sejr over SønderjyskE i DBU Pokalen. Debuten i Superligaen kom den 19. marts 2017, da han blev skiftet ind i det 90. minut som erstatning for Johnny Thomsen i et 1-0-nederlag til SønderjyskE.
Grundet manglende spilletid ophævede Haren og Randers FC den 11. april 2018 samarbejdet. Han spillede samlet set syv kampe for klubben i alle officielle turneringer. 

### Hellerup IK
Han trænede herefter i den resterende del af turneringen med i sin gamle klub, HIK. Han skiftede sidenhen til Hellerup IK, for hvem han spillede sin første officielle kamp i 2. division efter sin tilbagevenden den 4. august 2018, som endte 1-1 mod Vanløse IF.
Efter en halv sæson i Hellerup IK forlod han klubben ved udgangen af 2018.

### FC Helsingør
Den 4. december 2018 blev det offentliggjort, at Haren skiftede til FC Helsingør. Han skrev under på en aftale gældende frem til sommeren 2021.